# Sim (Čeljabinská oblast)
Sim (rusky Сим) je město v Čeljabinské oblasti v Ruské federaci. Při sčítání lidu v roce 2010 měl přes čtrnáct tisíc obyvatel.

## Poloha a doprava
Sim leží v západním předhůří Jižního Uralu na stejnojmenné řece, přítoku Belaji v povodí Kamy. Od Čeljabinsku, správního střediska oblasti, je vzdálen přibližně 340 kilometrů západně.
Přes město prochází jižní trasa Transsibiřské magistrály Moskva–Samara–Čeljabinsk–Omsk a vede kolem něj dálnice M5 „Ural“ z Moskvy přes Samaru do Čeljabinsku.

## Dějiny

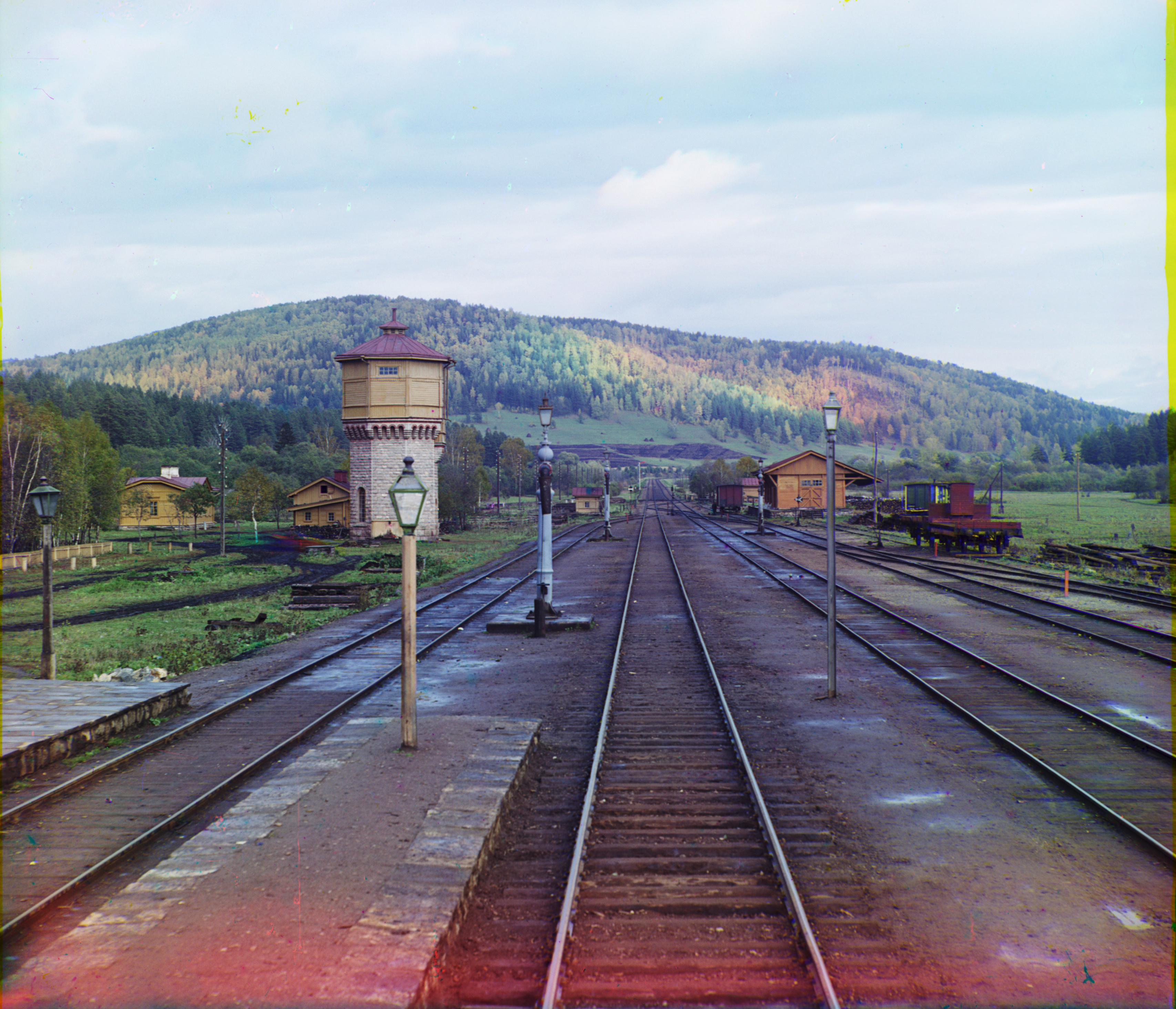
Železniční stanice Simskaja v roce 1910 na barevné fotografii Sergeje Prokudin-Gorského

Sídlo zde vzniklo v roce 1759 s výstavbou železárny Simskij zavod a zprvu bylo podle ní i nazýváno. Ta byla během Pugačovova povstání (1773–1775) zničena a v roce 1778 obnovena.
Status města získala obec 13. listopadu 1942, kdy začala být také oficiálně nazývána Sim.

### Rodáci
- Alexej Michajlovič Kuzmin (1891–1980), geolog
- Vladimir Venijaminovič Popov (1902–1960), entomolog a hymenopterolog
- Igor Vasiljevič Kurčatov (1903–1960), jaderný fyzik
- Boris Vasiljevič Kurčatov (1905–1972), radiochemik